# Dyskografia Cleo
Dyskografia polskiej piosenkarki Cleo obejmuje pięć albumów studyjnych, czterdzieści trzy single (w tym pięć nagrane z gościnnym udziałem), osiem singli promocyjnych oraz czterdzieści jeden teledysków (w tym dwa tzw. „lyric video” i trzy z gościnnym udziałem). Artykuł zawiera informacje o datach premiery, wytwórniach muzycznych, nośnikach, pozycjach na listach przebojów, sprzedaży i certyfikatach Związku Producentów Audio-Video.

## Albumy studyjne
| Rok  | Dane dot. albumu | Najwyższa pozycja na liście | Certyfikat                | Sprzedaż        |
| Rok  | Dane dot. albumu | POL                         | Certyfikat                | Sprzedaż        |
| ---- | --- | --------------------------- | ------------------------- | --------------- |
| 2014 | Hiper/Chimera (oraz Donatan) - Wydany: 7 listopada 2014 - Wytwórnia: Urban Rec - Format: CD, digital download, streaming | 1                           | - POL: diamentowa płyta   | - POL: 150 000+ |
| 2016 | Bastet - Wydany: 2 września 2016 - Wytwórnia: Universal Music Polska - Format: CD, digital download, streaming           | 3                           | - POL: 4× platynowa płyta | - POL: 120 000+ |
| 2020 | superNOVA - Wydany: 18 września 2020 - Wytwórnia: Universal Music Polska - Format: CD, digital download, streaming       | 9                           | - POL: 4× platynowa płyta | - POL: 120 000+ |
| 2022 | vinyLOVA - Wydany: 20 maja 2022 - Wytwórnia: Musicom - Format: CD, digital download, streaming                           | 6                           | - POL: platynowa płyta    | - POL: 30 000+  |
| 2024 | 10 - Wydany: 23 lutego 2024 - Wytwórnia: Warner Music Poland - Format: CD, digital download, streaming                   | 32                          |                           |                 |

## Single

### Jako główna artystka
| Rok | Tytuł                                                                       | Najwyższe pozycje na listach | Najwyższe pozycje na listach | Najwyższe pozycje na listach | Najwyższe pozycje na listach | Certyfikat                 | Sprzedaż        | Album                                       |
| Rok | Tytuł                                                                       | POL (airplay)                | POL (airplay nowości)        | POL (airplay TV)             | POL (streaming)              | Certyfikat                 | Sprzedaż        | Album                                       |
| --- | --------------------------------------------------------------------------- | ---------------------------- | ---------------------------- | ---------------------------- | ---------------------------- | -------------------------- | --------------- | ------------------------------------------- |
| 2013 | „My Słowianie” (oraz Donatan)                                               | 2                            | 2                            | 1                            | X                            |                            |                 | Hiper/Chimera                               |
| 2014 | „Cicha woda” (oraz Donatan, gościnnie: Sitek)                               | 11                           | 1                            | –                            | X                            |                            |                 | Hiper/Chimera                               |
| 2014 | „Slavica” (oraz Donatan)                                                    | –                            | –                            | –                            | X                            |                            |                 | Hiper/Chimera                               |
| 2014 | „Ten czas” (oraz Donatan, gościnnie: Kamil Bednarek)                        | –                            | –                            | –                            | X                            |                            |                 | Hiper/Chimera                               |
| 2014 | „Brać” (oraz Donatan, gościnnie: Enej)                                      | –                            | 1                            | –                            | X                            |                            |                 | Hiper/Chimera                               |
| 2014 | „Sztorm” (oraz Donatan)                                                     | –                            | –                            | –                            | X                            |                            |                 | Hiper/Chimera                               |
| 2015 | „B.I.T.” (oraz Donatan, gościnnie: Waldemar Kasta)                          | –                            | –                            | –                            | X                            |                            |                 | Hiper/Chimera                               |
| 2015 | „Zabiorę nas”                                                               | 8                            | 2                            | –                            | X                            | - POL: diamentowa płyta    | - POL: 100 000+ | Bastet (+ reedycja)                         |
| 2016 | „Wolę być”                                                                  | 34                           | 1                            | –                            | X                            | - POL: platynowa płyta     | - POL: 20 000+  | Bastet (+ reedycja)                         |
| 2016 | „N-O-C”                                                                     | 28                           | 4                            | –                            | X                            | - POL: 3× platynowa płyta  | - POL: 60 000+  | Bastet (+ reedycja)                         |
| 2016 | „Na pół”                                                                    | 35                           | 2                            | –                            | X                            | - POL: złota płyta         | - POL: 10 000+  | Bastet (+ reedycja)                         |
| 2017 | „Pali się” (gościnnie: Sitek)                                               | –                            | –                            | –                            | X                            | - POL: złota płyta         | - POL: 10 000+  | Bastet (+ reedycja)                         |
| 2018 | „Łowcy gwiazd”                                                              | 6                            | 1                            | 5                            | X                            | - POL: diamentowa płyta    | - POL: 250 000+ | superNOVA                                   |
| 2018 | „Eva” (gościnnie: Mesajah)                                                  | –                            | –                            | –                            | X                            | - POL: złota płyta         | - POL: 10 000+  | superNOVA                                   |
| 2018 | „Film”                                                                      | 54                           | 2                            | –                            | X                            |                            |                 | superNOVA                                   |
| 2019 | „Za krokiem krok”                                                           | 1                            | 1                            | 5                            | X                            | - POL: 2× diamentowa płyta | - POL: 500 000+ | vinyLOVA                                    |
| 2019 | „Dom”                                                                       | 1                            | 1                            | 1                            | X                            | - POL: diamentowa płyta    | - POL: 250 000+ | –                                           |
| 2020 | „Alfabet świateł”                                                           | 5                            | 3                            | –                            | X                            | - POL: złota płyta         | - POL: 10 000+  | superNOVA                                   |
| 2020 | „Bratnie dusze” (oraz Dawid Kwiatkowski)                                    | –                            | –                            | –                            | X                            | - POL: złota płyta         | - POL: 10 000+  | vinyLOVA                                    |
| 2020 | „Znikam” (gościnnie: B.R.O)                                                 | 17                           | 3                            | –                            | X                            |                            |                 | superNOVA                                   |
| 2020 | „Number One” (gościnnie: Weronika Juszczak)                                 | –                            | –                            | –                            | X                            |                            |                 | vinyLOVA                                    |
| 2021 | „Kocham”                                                                    | 12                           | –                            | –                            | X                            |                            |                 | vinyLOVA                                    |
| 2021 | „Polskie Mexico” (oraz Lexy Chaplin)                                        | 52                           | 4                            | –                            | X                            |                            |                 | –                                           |
| 2021 | „Dalej” (oraz Maryla Rodowicz)                                              | –                            | –                            | –                            | X                            |                            |                 | vinyLOVA                                    |
| 2021 | „Neony” (oraz Maryla Rodowicz)                                              | –                            | –                            | –                            | X                            |                            |                 | vinyLOVA                                    |
| 2022 | „Mniej znaczy więcej”                                                       | 47                           | 4                            | –                            | X                            |                            |                 | Detektyw Bruno (ścieżka dźwiękowa) vinyLOVA |
| 2022 | „Żywioły”                                                                   | 18                           | 2                            | –                            | X                            |                            |                 | vinyLOVA                                    |
| 2023 | „Karminowe usta”                                                            | –                            | X                            | X                            | –                            |                            |                 | 10                                          |
| 2023 | „Pójdę z Tobą”                                                              | –                            | X                            | X                            | –                            |                            |                 | 10                                          |
| 2024 | „W nowiu”                                                                   | –                            | X                            | X                            | –                            |                            |                 | 10                                          |
| 2024 | „Dziewczyno piękna” (oraz Skolim)                                           | –                            | X                            | X                            | 47                           | - POL: 3× platynowa płyta  | - POL: 150 000+ | Król Latino                                 |
| 2024 | „Jabłonie” (oraz Donatan i Hinol Polska Wersja)                             | 31                           | X                            | X                            | –                            |                            |                 | Równonoc: Raróg                             |
| 2024 | „Pada deszcz” (jako Runa; oraz Donatan, Sarius i Jano Polska Wersja)        | –                            | X                            | X                            | –                            |                            |                 | Równonoc: Raróg                             |
| 2024 | „Moje miejsce” (oraz Donatan)                                               | –                            | X                            | X                            | –                            |                            |                 | Równonoc: Raróg                             |
| 2024 | „Licho” (jako Runa; oraz Donatan i Bonson)                                  | –                            | X                            | X                            | –                            |                            |                 | Równonoc: Raróg                             |
| 2025 | „Czym chata bogata” (oraz Viki Gabor, Wac Toja, Golec uOrkiestra i Donatan) | –                            | X                            | X                            | –                            |                            |                 | Równonoc: Raróg                             |
| 2025 | „Jestem stąd” (jako Runa; oraz Donatan)                                     | –                            | X                            | X                            | –                            |                            |                 | Równonoc: Raróg                             |
| 2025 | „Halny wietrze” (jako Runa; oraz Inee i Donatan)                            | –                            | X                            | X                            | –                            |                            |                 | Równonoc: Raróg                             |
| „–” oznacza, że singel nie był notowany na danej liście. „X” oznacza, że lista nie istniała w danym okresie. |                                                                             |                              |                              |                              |                              |                            |                 |                                             |

### Z gościnnym udziałem
| Rok  | Tytuł                                                      | Album           |
| ---- | ---------------------------------------------------------- | --------------- |
| 2005 | „Cokolwiek” (Pih, gościnnie: Dwie Asie)                    | Krew, pot i łzy |
| 2007 | „Nie zapomnij mnie” (Onar, gościnnie: Cleo)                | Pod Prąd        |
| 2014 | „Sentymenty” (Cezet (CeHa) i Dwie Twarze, gościnnie: Cleo) | –               |
| 2019 | „Kły” (Donatan i RL9, gościnnie: Cleo i Donguralesko)      | –               |
| 2023 | „Wyloguj się” (Juli Chan, gościnnie: Cleo)                 | –               |

### Single promocyjne
| Rok | Tytuł                                                  | Najwyższa pozycja na liście | Certyfikat             | Sprzedaż       | Album               |
| Rok | Tytuł                                                  | POL (airplay nowości)       | Certyfikat             | Sprzedaż       | Album               |
| --- | ------------------------------------------------------ | --------------------------- | ---------------------- | -------------- | ------------------- |
| 2015 | „Nie pozwól” (oraz Donatan, gościnnie: Kamil Bednarek) | 2                           |                        |                | Hiper/Chimera       |
| 2016 | „Mi-Sie”                                               | –                           | - POL: platynowa płyta | - POL: 20 000+ | Bastet (+ reedycja) |
| 2017 | „Serce”                                                | –                           |                        |                | Bastet (+ reedycja) |
| 2018 | „Łowcy”                                                | –                           |                        |                | –                   |
| 2019 | „Wrrra”                                                | –                           |                        |                | –                   |
| 2020 | „W telefonie”                                          | –                           |                        |                | superNOVA           |
| 2021 | „Na fali”                                              | –                           |                        |                | –                   |
| 2023 | „Tylko z Tobą”                                         | X                           |                        |                | 10                  |
| „–” oznacza, że singel nie był notowany na danej liście. „X” oznacza, że lista nie istniała w danym okresie. |                                                        |                             |                        |                |                     |

### Inne
| Rok  | Wykonawca / Album                           | Utwór | Źródło        |
| ---- | ------------------------------------------- | --- | ------------- |
| 2004 | Pih – Krew, pot i łzy                       | - „Krew, pot i łzy” (gościnnie: Dwie Asie) - „Spojrzenia na nas” (gościnnie: Fenomen, Dwie Asie) - „Cokolwiek” (gościnnie: Dwie Asie) | [ 29 ]        |
| 2005 | Płomień 81 – Historie z sąsiedztwa          | - „Trudno mnie kochać” (gościnnie: Dwie Asie) - „To nie tak” (gościnnie: Dwie Asie)                                                   | [ 30 ]        |
| 2005 | Endefis – Być albo nie być                  | - „Nie chcę być sam” (gościnnie: Dwie Asie) - „95-96” (gościnnie: Rademenes, Dwie Asie) - „Życzenia” (gościnnie: Dwie Asie)           | [ 31 ]        |
| 2007 | Onar – Pod prąd                             | - „Nie zapomnij o mnie” (gościnnie: Cleo)                                                                                             | [ 32 ]        |
| 2011 | Onar – Dorosłem do rapu                     | - „Otwieram okno” (gościnnie: Cleo) - „Apetyt” (gościnnie: Cleo)                                                                      | [ 33 ]        |
| 2012 | Ramona 23 – Magiczne pióro                  | - „Tu” (gościnnie: Cleo) | [ 34 ]        |
| 2012 | WSRH – Szkoła wyrzutków                     | - „Napadam na banki” (gościnnie: Cleo, Ero i Ramona 23)                                                                               | [ 35 ]        |
| 2012 | Bonson, Matek – Historia po pewnej historii | - „Pan śmieć (JH Remix)” (gościnnie: Cleo)                                                                                            | [ 36 ]        |
| 2013 | W Zmowie – Jestem...                        | - „Całym sobą” (gościnnie: Cleo) | [ 37 ]        |
| 2013 | Tusz na Rękach – W brzuchu bestii           | - „Głód” (gościnnie: Cleo) | [ 38 ]        |
| 2019 | Donatan i RL9                               | - „Kły” (gościnnie: Cleo i Donguralesko) - „Dom”                                                                                      | [ 39 ] [ 40 ] |

## Teledyski
| Rok       | Tytuł                           | Reżyseria                      | Źródło |
| --------- | ------------------------------- | ------------------------------ | ------ |
| 2013      | „My Słowianie”                  | Piotr Smoleński                | [ 41 ] |
| 2014      | „Cicha woda”                    | Piotr Smoleński                | [ 42 ] |
| 2014      | „Slavica”                       | Piotr Smoleński                | [ 43 ] |
| 2014      | „Brać”                          | Piotr Smoleński                | [ 44 ] |
| 2014      | „Sztorm”                        | Piotr Smoleński                | [ 45 ] |
| 2015      | „B.I.T.”                        | Piotr Smoleński                | [ 46 ] |
| 2015      | „Zabiorę nas”                   | Piotr Smoleński                | [ 47 ] |
| 2016      | „Zabiorę nas” (Basto Remix)     | Joshua Grospeck                | [ 48 ] |
| 2016      | „Wolę być”                      | Piotr Smoleński, Michał Konrad | [ 49 ] |
| 2016      | „N-O-C”                         | Piotr Smoleński, Michał Konrad | [ 50 ] |
| 2016      | „Mi-Sie”                        | –                              | [ 51 ] |
| 2016      | „Na pół”                        | Piotr Smoleński, Michał Konrad | [ 52 ] |
| 2017      | „Pali się”                      | Michał Konrad                  | [ 53 ] |
| 2018      | „Łowcy gwiazd”                  | Michał Konrad                  | [ 54 ] |
| 2018      | „Eva”                           | Michał Konrad                  | [ 55 ] |
| 2018      | „Film”                          | Michał Konrad                  | [ 56 ] |
| 2019      | „Wrrra”                         | Michał Konrad                  | [ 57 ] |
| 2019      | „Za krokiem krok”               | Michał Konrad                  | [ 58 ] |
| 2019      | „Dom”                           | Michał Konrad                  | [ 59 ] |
| 2020      | „Alfabet świateł” (lyric video) | Michał Konrad                  | [ 60 ] |
| 2020      | „Bratnie dusze”                 | Michał Konrad                  | [ 61 ] |
| 2020      | „W telefonie”                   | Michał Konrad                  | [ 62 ] |
| 2021      | „Kocham”                        | Michał Konrad                  | [ 63 ] |
| 2021      | „Polskie Mexico”                | Michał Konrad                  | [ 64 ] |
| 2021      | „Dalej” / „Neony”               | Michał Konrad                  | [ 65 ] |
| 2022      | „Mniej znaczy więcej”           | Michał Konrad                  | [ 66 ] |
| 2022      | „Żywioły”                       | Michał Konrad                  | [ 67 ] |
| 2023      | „Karminowe usta”                | Michał Konrad                  | [ 68 ] |
| 2023      | „Pójdę z Tobą”                  | Michał Konrad                  | [ 69 ] |
| 2024      | „W nowiu”                       | Michał Konrad                  | [ 70 ] |
| 2024      | „Dziewczyno piękna”             | Sebastian Malicki              | [ 71 ] |
| 2024      | „Jabłonie”                      | Michał Konrad                  | [ 72 ] |
| 2024      | „Pada deszcz”                   | Michał Konrad                  | [ 73 ] |
| 2024      | „Moje miejsce”                  | Michał Konrad                  | [ 74 ] |
| 2024      | „Licho”                         | Maciej Lipiński                | [ 75 ] |
| 2025      | „Czym chata bogata”             | Michał Konrad                  | [ 76 ] |
| 2025      | „Jestem stąd”                   | Vitto Vanusvalle               | [ 77 ] |
| 2025      | „Halny wietrze” (lyric video)   | Vitto Vanusvalle               | [ 78 ] |
| Gościnnie |                                 |                                |        |
| 2005      | „Cokolwiek”                     | –                              | [ 79 ] |
| 2014      | „Sentymenty”                    | –                              | [ 80 ] |
| 2019      | „Kły”                           | Michał Konrad                  | [ 81 ] |